# Ovče Pole
Ovče Pole är en slätt i Nordmakedonien. Den ligger i den centrala delen av landet, 50 kilometer öster om huvudstaden Skopje.
Trakten runt Ovče Pole består i huvudsak av gräsmarker. Runt Ovče Pole är det ganska tätbefolkat, med 75 invånare per kvadratkilometer.